# 多宝院 (下妻市)
多宝院（たほういん）は、茨城県下妻市下妻にある曹洞宗寺院。一般的に院号の多宝院（多寶院）で知られる。

## 概要
山号は潜竜山。寺号は護国寺。本尊は釈迦如来。なお、院号を紫雲院と称していた時期がある。
室町から戦国期、下妻城主多賀谷氏の菩提寺であり、佐竹義宣の久保田藩藩移封に城主多賀谷宣家が随行して以降も存在し、当地の多賀谷氏墓地を管理している。
なお多賀谷宣家に追随して多宝院の全欣和尚が久保田藩に移転して同名の寺多宝院を創建している。

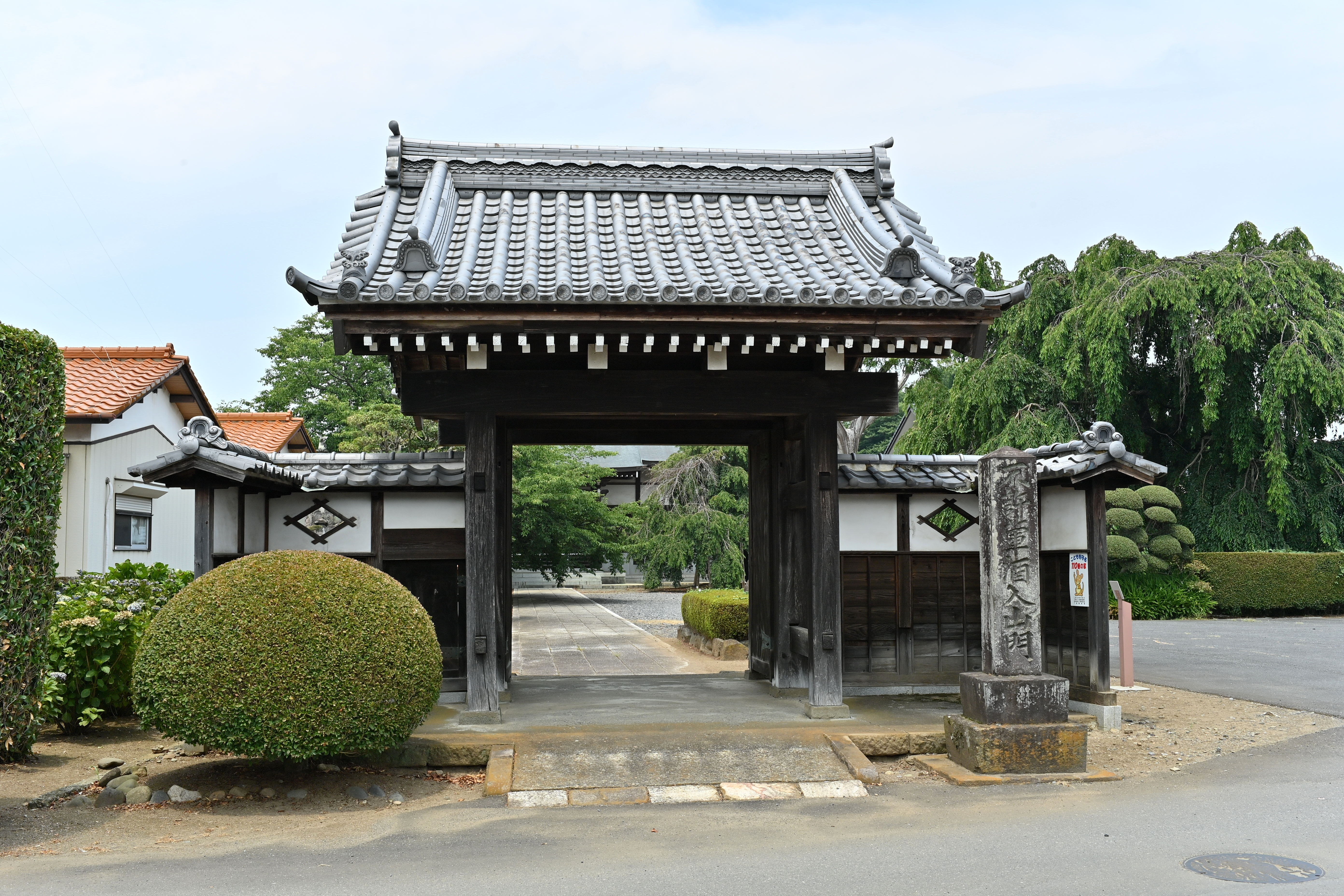
山門

## 由緒
起源は建永年間に鬼山和尚が常陸国大串村寺山（現・下妻市大串字寺山）に創建した寺院という。なお、当初の宗派は不詳。
『角川日本地名大辞典5』では延徳元年（1489年）に多賀谷通経が、「日本歴史地名大系8」では 文明年中（1469年 - 1487年）に多賀谷家稙が大串村から下妻城下に移転の上、乗国寺2世住職・中明栄主の弟子である小伝宗誾を開山とし曹洞宗寺院として創建。また多宝院境内の石碑には、天文年間（1532年 - 1555年）に下妻城主の多賀谷3代家植が城下に移築し、七堂伽藍を建立して小伝宗誾和尚を開山とし自ら開基となるとある。
天正10年(1582年)に在雄和尚が朝廷に参内して正親町天皇より宸翰を得る。
慶長7年（1602年）に全欣和尚が多賀谷宣家に追随して久保田藩に移転するが、その後も多宝院は存続しており、「寛文朱印留」に寺領100石とある。
幕末の尊皇攘夷をめぐる争乱期に幕府の本陣が多宝院に置かれてあったため、元治元年（1864年）7月に天狗党により焼討ちにあって焼失する。後の1907年（明治40年）に本堂が建立されたが、老朽化が激しくなったことにより1991年（平成3年）に本堂が再建される。